# 广陵琴派
广陵琴派，或稱廣陵派，為古琴流派之一，形成於清朝早期，创始人為揚州人徐常遇，因揚州古稱廣陵而得名。其特色為「跌宕多變、綺麗細膩、剛柔相濟、音韻並茂」。為近代最有影響力的琴派之一。
廣陵琴派傳承至今超過三百年，已有十二代以上。代表人物包括第一代的徐常遇、徐褀、第二代的徐祜、徐褘、徐驥、徐俊、第四代的吳灴、第七代的秦維瀚、代數不詳的釋空塵、第九代的孫紹陶、第十代的劉少椿、張子謙、第十一代的梅曰強、成公亮、林友仁、戴曉蓮、李鳳雲及第十二代的楊春薇、楊秋悅等人。
代表琴譜為《澄鑒堂琴譜》、《五知齋琴譜》、《自遠堂琴譜》、《蕉庵琴譜》、《枯木禪琴譜》及《移雲齋琴譜》。
代表琴曲則有老三曲（〈梅花三弄〉、〈平沙落雁〉、〈龍翔操〉）、四大操（〈漁歌〉、〈樵歌〉、〈墨子悲絲〉、〈佩蘭〉）及〈山居吟〉、〈梧葉舞秋風〉等曲。

## 歷史

### 起源
廣陵琴派起源於徐常遇及其子徐祜、徐袆、徐驥。徐常遇編著《響山堂琴譜》及《琴譜指法》，而其子於1702年將其重新編輯並校勘成書，是為《澄鑒堂琴譜》。《澄鑒堂琴譜》收錄了許多序跋，題跋者包含年希堯、年羹堯、方象璜、宗室普照等人，題跋數量為歷代琴譜之最，其中年希堯讚美徐褘的琴藝「晉臣指法探微洩奧，極古人所未盡」。
另外徐祺、徐俊父子及其所著的《五知齋琴譜》則被視為廣陵琴派的另一個源頭。

### 傳承

#### 第三代
徐祜、徐袆曾於北京报国寺琴台角艺，因而名倾京都，被称为“江南二徐”，兩度在“畅春院”被康熙召见。其中徐褘曾教授年希堯、年羹堯、方象璜、宗室普照等人彈琴，其子徐錦堂亦傳承了廣陵琴派。

#### 第四代
徐锦堂专心授徒，傳沈江门、吴重光、王友衡、曹礼周、江丽田、释宝月、吴灴、李廷敬、乔钟吴、张敦仁、吴官心、李光塽等，吴重光传吴文焕。徐錦堂一脈讲求演习，为广陵琴派的传承和发展作出了巨大贡献。魯鼐則传马兆辰、申涵诚、鲁宗文、鲁宗鲁、蔡升元、傅王露、胡开今、马文灏、汪士鋐、王弘、陈瑨、史顺、吴观、汪鹤孙等。此輩間，吴文焕著《存古堂琴谱》，吴灴著《自远堂琴谱》，吴官心著《吴官心谱》，李光塽著《兰田馆琴谱》，马兆辰著《卧云楼琴谱》，其中吳灴及其《自遠堂琴譜》對後世影響較大。另外，吳灴除了習琴於徐錦堂，也常與徐俊交流。

#### 第五代
吴灴传颜夫人（真名不详）、先机和尚，為俗、释两派之始。

#### 第六代
俗家一派，由颜夫人传梅植之、姚仲虞、周璜、符南樵等。释家一派，由先机和尚传明辰和尚（号问樵）、袁澄（道士）、逸梅和尚。

#### 第七代
梅植之傳薛介白、王竹溪、黄慎台、沈战门、任汉等。明辰和尚則傳秦維瀚。其中秦維瀚编著《蕉庵琴谱》4卷共32首琴曲。

#### 第八代
秦维瀚传孙檀生、胡鉴、赵逸峰（道士）、何本祖、向子衡、丁玉田、解石琴、徐北海、乔子峰、王素、王耀先、徐卓卿、闻溪和尚、海琴和尚及四大琴僧雨山、莲溪、皎然、普禅。

#### 代數不詳
空尘和尚習琴於牧村和尚，並向趙逸峰、丁綏安、喬子衡等人請益，後於1893年刊行《枯木禅琴谱》，对当今广陵琴派“刚中有柔、柔中有刚、缓中有急、急中有缓”的琴曲处理方法产生很大影响。
空尘和尚傳肇慈、印恒、起海、朱渚、如恒、钱鎬龄、钱发荣、朱兆蓉、邵鼎、黄勉之。黄勉之在北京興辦金陵琴社，自詡「廣陵正宗」，传賈闊峰、杨宗稷、史蔭美、张之洞、溥侗、葉詩夢、李濟、桂伯鑄等人。

#### 第九代
胡鉴传胡滋甫；海琴和尚传王芳谷、广霞和尚，广霞和尚传王艺之、孙阆仙。
辛亥革命前后，孫檀生之子孫紹陶师从丁玉田、解石琴，得广陵琴派之真传，琴艺一时称绝。1912年，以孙绍陶为首，与同好王方谷、胡滋甫、夏友柏、高治平等创建广陵琴社，孙绍陶被推举为社长，主持琴社20余年。

#### 第十代
第九代的孙绍陶傳張子謙、劉少椿、翟小坡、胡斗东、程孔阶、张伯儒、朱敬吾、仇淼之、吴小仙、施起之、林蕴如、武若渔等人。其中张子谦曾任上海民族樂團演奏員、上海音樂學院兼任教師，刘少椿曾任南京艺术学院古琴教师，二人為第十代傳人。
胡滋甫传胡斗东、胡兰、胥桐华、陈泰芳、姜育华。

#### 第十一代
第十代的劉少椿傳林友仁、梅曰強、鄧文權等人，其中梅曰強為第十一代宗師。張子謙則有龔一、成公亮、戴曉蓮、李鳳雲、戴樹紅等學生。

#### 第十二代
梅曰強學生眾多，包括楊春薇、楊秋悅、劉揚等人，其中楊春薇和楊秋悅姐妹被梅氏指定為衣缽傳人。

### 廣陵琴社
廣陵琴社成立於1912年，以孫紹陶為社長。1935年，社友由10余人发展到50多人。1936年秋，在孙绍陶的主持下，扬州广陵琴社在史公祠内梅花岭举行雅集，孙绍陶、胡滋甫、高治平、朱敬吾、张子谦、刘少椿、胡斗东和上海琴人查阜西、仇淼之、彭祉卿亦參與雅集。

## 琴譜
最具代表性的琴譜：《澄鉴堂琴谱》、《五知斋琴谱》、《自远堂琴谱》、《蕉庵琴谱》、《枯木禅琴谱》及《移雲齋琴譜》。其它琴譜：《梅花仙館琴譜》、《存古堂琴譜》、《吳官心譜》、《蘭田館琴譜》、《臥雲樓琴譜》。

## 重要曲目及錄音
雖然廣陵琴派的琴譜中有許多樂曲，但不少已失傳，現今廣陵派琴人最常彈奏的曲目如下：
- 〈平沙落雁〉
- 〈梅花三弄〉
- 〈龍翔操〉
- 〈山居吟〉
- 〈梧葉舞秋風〉
- 〈漁歌〉
- 〈樵歌〉
- 〈墨子悲絲〉

其中〈平沙落雁〉、〈梅花三弄〉、〈龍翔操〉又被稱作「老三曲」，流傳最廣，現今張子謙及劉少椿及其傳人皆有錄音。而〈山居吟〉、〈梧葉舞秋風〉、〈樵歌〉、〈墨子悲絲〉四曲只見於劉少椿和梅曰強的傳承中。另有一曲〈佩蘭〉僅有梅曰強的一次錄音。〈漁歌〉、〈樵歌〉、〈墨子悲絲〉和〈佩蘭〉由於曲子長、技巧難，被合稱為「四大操（曲）」，能彈的人不多，梅曰強是唯一全四曲皆有錄音，收錄於《移雲齋心旨》。
1980年代至1990年代，香港雨果唱片出版「廣陵琴韻」系列專輯，涵蓋了劉少椿、張子謙、成公亮、林友仁、梅曰強、戴曉蓮、李鳳雲等人的錄音。

## 音樂風格
廣陵派的特色為「跌宕多變、綺麗細膩、剛柔相濟、音韻並茂」。其中「跌宕多變」意指節奏上常使用不規則的混合拍，「綺麗細膩」則是指吟和猱等左手指法的種類繁多。

### 腳註
1. 1 2  梅曰強. . 《春陽琴刊》. 2001, (7): 4.
2. ↑  章華英. . 杭州: 浙江人民. 2005: 30. ISBN 9787213029554 （中文（简体））.
3. 1 2  . 揚州日報 (騰訊新聞). 2023-08-29  [2023-09-01]. （原始内容存档于2023-09-01）.
4. 1 2  劉少椿. . 〈廣陵琴學源流〉 2. 1948: 34–35.
5. ↑  徐常遇. 徐祜; 徐褘; 徐驥 , 编. .
6. ↑  吳灴. .
7. 1 2  張子謙. . 1958.
8. ↑  釋空塵. .
9. ↑  . 《南京藝術學院學報》. 1990, (3): 51  [2021-11-25]. （原始内容存档于2021-09-15）.
10. ↑  中國藝術研究院音樂研究所; 北京古琴研究會 (编). . 《琴學叢書．黃勉之傳》 (北京: 中華書局). 2010: 377–379. ISBN 9787101073836.
11. ↑  吳叶. . 《中國音樂學》. 2014, (4): 115–116  [2021-11-25]. （原始内容存档于2021-11-25）.
12. 1 2  孫東升; 孫金綬. . 《揚州大學學報》. 2009, (1): 92-96.
13. 1 2  張子謙. . 中華書局. 2005. ISBN 9787101048513. （1958年）十月八日  晨開始往音樂院附中兼課教琴。學生成公亮、龔榮生、李禹賢已有一二年程度，指法均相當好。
14. ↑  施宏. 陶藝 , 编. . 〈聽梅味道〉. 2006: 88.
15. 1 2  梅曰強. 王鵬 , 编. . 〈憶劉少椿先生教學二三事〉. 2012: 160.
16. ↑  孙璐. . 现代快报多媒体数字报刊平台. 《現代快報》. 2013-12-08  [2021-03-14].
17. ↑  戈弘. 王鵬 , 编. . 〈世紀琴人張子謙〉 (北京: 中國書店). 2012: 210. ISBN 9787514906370.
18. ↑  楊典. . 〈鐘頌——悼念廣陵琴家林友仁先生並記二三事〉 2 (臺灣: 木果文創). 2020: 156. ISBN 9789869691789. 他曾對我說：『我跟很多老師都學過。所謂「學過」，也就是學了，然後就過了，簡稱「學過」。惟有劉少椿先生，還有上音過去的教授衛仲樂，永遠是我的老師。』
19. ↑  淩瑞蘭. . 上海: 上海音樂學院出版社. 2009: 93. ISBN 9787806924372.
20. ↑  孙璐. . 现代快报多媒体数字报刊平台. 《現代快報》. 2013-12-08  [2021-03-14].
21. 1 2  劉揚. 王鵬 , 编. . 〈流水滄浪憶清音——懷念我的恩師廣陵派第十一代宗師梅曰強先生〉. 2012: 228–230.
22. ↑  . 上海音樂學院.   [2014-07-12]. （原始内容存档于2012-06-15）.
23. ↑  陶藝. . . 南京: 江蘇鳳凰美術. 2019: 48–56.
24. ↑  张曼. . 今日中國. 今日中国杂志社. 2010-06-12  [2021-03-13]. （原始内容存档于2010-10-21）. 她们继承了梅先生的衣钵，成为广陵琴派的传承人。
25. ↑  杨文. . 新浪. 《扬子晚报》. 2003-08-30  [2021-03-14]. （原始内容存档于2004-03-15）. 梅先生离世前将广陵派的衣钵传给了中国音乐学院的杨春薇、杨春月姐妹。
26. ↑  楊春薇. 王鵬 , 编. . 〈追念恩師梅曰強先生〉. 2012: 231–235.
27. ↑  楊秋悅. 王鵬 , 编. . 〈一位琴家的藝術追求——感受恩師梅曰強先生〉. 2012: 236–237.
28. ↑  . 香港: 雨果製作.
29. ↑  劉少椿. . 香港: 龍音音像. 2001.
30. 1 2  梅曰強. . 江蘇電子音像. 2006.
31. ↑  楊春薇; 楊秋悅. . 臺北: 亞洲唱片. 2004.
32. ↑  楊春薇; 楊秋悅. . 臺北: 亞洲唱片. 2006.
33. ↑  陶藝. . . 南京: 江蘇鳳凰美術. 2019: 87.
34. ↑  陶藝. . . 南京市: 江蘇鳳凰美術. 2019: 55. ISBN 9787558056048.
35. ↑  陳賢聖. . 臺北市: 國立臺灣大學音樂學研究所碩士論文. 2022.

### 書目
- 徐俊与李澄宇等人的师承关系参见《查阜西琴学文粹》第142—143页。
- 張子謙，〈廣陵琴學過去及將來〉。
- 《張子謙操縵藝術》，香港：龍音出版。